# Von Derfelden

Familiewapen van Von Derfelden

Von Derfelden is een van oorsprong adellijke Lijflandse familie waarvan een lid sinds 1815 tot de Nederlandse adel behoort en dat met hem in 1857 uitstierf.

## Geschiedenis
De stamreeks begint met Johann von Derfelden (1561-1633) die ambassadeur van Zweden was. Een nazaat van hem, Johann Friedrich (1744-1808), trad in Statendienst en trouwde met een Nederlandse. Hun zoon Gijsbert Franco (1783-1857) werd bij Souverein Besluit van 9 januari 1815 benoemd in de ridderschap van Utrecht. Bij Koninklijk Besluit van 20 januari 1823 werd hem verleend de titel van baron bij eerstgeboorte, maar zijn huwelijk bleef kinderloos waardoor met hem de Nederlandse adellijke 'familie' uitstierf.

## Telgen
Johann Friedrich von Derfelden (1744-1808), heer van Lautel, 1759 in Statendienst, laatstelijk luitenant-kolonel; trouwde in 1778 met Wilhelmina Elisabeth Henriette van Flodorp, vrouwe van Veldhuizen, Rosweide, Bijleveld, Heicop, Reijerscop, Ouden Rijn, Hinderstein en Snellenburg (1748-1823).
- Gijsbert Franco baron von Derfelden (1783-1857), heer van Hinderstein en Snellenburg -1841, lid van de ridderschap van Utrecht, kamerheer i.b.d. van de koningen Willem I, II en III; trouwde in 1809 met Adriana Machteld Lycklama à Nijeholt (1785-1840).